# 复旦大学附属肿瘤医院
复旦大学附属肿瘤医院是中華人民共和國上海市一家專門治療腫瘤的醫院，也是中國第一家腫瘤专科醫院。

## 歷史
复旦大学附属肿瘤医院最早成立於1931年，是中比（比利时）庚子赔款委员会利用部分庚子赔款而建，當時名為中比镭锭治疗院。地址位於宁国路圣心医院内。由中華民国、比利时两国政府共同管理。淞滬抗戰時，医院被日本軍隊炸毀，地址搬遷到祁齐路（今岳阳路），再迁福开森路（今淮海中路）。1945年國民政府收復上海後，醫院被上海市卫生局接收。1949年，中國人民解放軍攻佔上海，醫院被上海市军管会接管，更名為上海市镭锭治疗院。1954年，劃歸上海第一医学院管理，醫院更名為上海第一医学院附属肿瘤医院。1960年，地址搬遷至零陵路399号。1985年5月，更名為上海医科大学附属肿瘤医院，同時醫院成立上海医科大学肿瘤研究所。2000年，上海医科大学與復旦大學合併，醫院更名為复旦大学附属肿瘤医院。2005年5月18日，醫院加掛上海市红十字肿瘤医院稱號。2006年12月1日，复旦大学与闵行区政府联手组建的复旦大学附属肿瘤医院闵行分院挂牌成立。目前复旦大学附属肿瘤医院為衛健委直屬的三级甲等肿瘤专科医院。

## 科研
2020年11月，复旦大学附属肿瘤医院与华米科技共同研究成果《可穿戴设备为基础的生活方式干预对I-III期乳腺癌术后患者身体成分影响》，在《肿瘤学前沿》发表。

## 外部鏈接
- 官方网站